# جاسوس من: شهر ابدی
جاسوس من: شهر ابدی (انگلیسی: My Spy: The Eternal City) یک فیلم کمدی-جاسوسی آمریکایی محصول سال ۲۰۲۴ به کارگردانی پیتر سگال با بازی دیو باتیستا است. این دنباله فیلم ۲۰۲۰ جاسوس من محسوب می‌شود.
این فیلم در ۱۸ ژوئیه ۲۰۲۴ از طریق استریمینگ در پرایم ویدئو توسط آمازون ام‌جی‌ام استودیوز در ایالات متحده منتشر شد.

## داستان
در این فیلم، دیو باتیستا در نقش جی‌جی، یک مأمور کارکشته سیا، در کنار کلویی کولمن در نقش سوفی، دختر خوانده و شاگردش، ایفای نقش می‌کنند. داستان فیلم جی‌جی و دخترخوانده‌اش یعنی سوفی را دنبال می‌کند که درگیر مأموریتی پرخطر برای خنثی کردن تهدیدی هسته‌ای علیه واتیکان می‌شوند، که همزمان با سفر گروه کُر دبیرستان سوفی به ایتالیا اتفاق می‌افتد.
داستان با زندگی آرام جی‌جی در شمال ویرجینیا آغاز می‌شود، جایی که او برای گذراندن وقت بیشتر با سوفی، که اکنون دبیرستانی است، شغلی پشت میزنشینی را پذیرفته است. با وجود تلاش‌هایش برای داشتن یک زندگی آرام، جی‌جی زمانی که موافقت می‌کند سرپرست سفر مدرسه سوفی به ایتالیا باشد، دوباره به دنیای اکشن کشیده می‌شود. در طول سفر، آنها توطئه‌ای تروریستی شامل سلاح‌های هسته‌ای مخفی را کشف می‌کنند، که جی‌جی را مجبور می‌سازد بار دیگر از مهارت‌های جاسوسی‌اش استفاده کند.

## تولید
فیلم‌برداری در ماه مه در ونیز به پایان رسید.

## بازخوردها
- در وب‌سایت جمع‌آوری نقد راتن تومیتوز از رای ۳۹ نقد منتقد، دارای امتیاز ۵ از ۱۰ است.
- در متاکریتیک، که از میانگین وزنی استفاده می‌کند، بر اساس رای ۱۲ منتقد، امتیاز ۳۶ از ۱۰۰ را به فیلم اختصاص داد که نشان دهنده نقدهای "عموماً نامطلوب" است.